# Adrià Altimira Reynaldos
Adrià Altimira Reynaldos (Cardedeu, 28 de març de 2001) és un futbolista català que juga com a lateral dret amb el CD Leganés, cedit pel Vila-real CF. És internacional amb la selecció catalana

## Carrera de club
Nascut a Cardedeu, Catalunya, Altimira es va incorporar a La Masia del FC Barcelona l'any 2008, procedent de l'EC Granollers. El 27 d'agost de 2020, després d'acabar la seva formació, es va traslladar a l'NK Lokomotiva Zagreb de Croàcia, però va rescindir el seu contracte poc després i va tornar a Espanya, fitxant per la UD Melilla de Segona Divisió B el 7 d'octubre.
L'Altimira va debutar com a sènior l'1 de novembre de 2020, jugant els últims 30 minuts en una victòria a casa per 1-0 davant el CF Villanovense. El 16 de maig següent va marcar el seu primer gol com a sènior, marcant el tercer gol del seu equip en una victòria a casa per 3-0 contra l'Atlètic de Madrid B.
L'1 de juliol de 2021, Altimira es va incorporar al FC Andorra a la recentment creada Primera Divisió RFEF. Durant la campanya, va jugar regularment amb l'equip, i va participar en 29 partits en total, ja que el seu equip va aconseguir el primer ascens a Segona Divisió.
Altimira va fer el seu debut com a professional el 15 d'agost de 2022, començant com a titular en una victòria fora de casa per 1-0 davant el Reial Oviedo.
El 14 de juny de 2023, després de rebutjar una renovació de contracte amb l'Andorra, Altimira va fitxar pel Vila-real CF i va ser destinat al filial també a Segona Divisió.

## Internacional

### Catalunya
El 28 de maig de 2025 va disputar amb la selecció catalana el partit contra Costa Rica, en una victòria per 2 a 0 a l'Estadi Johan Cruyff.

## Vida personal
L'oncle i el cosí d'Altimira també estan relacionats amb el futbol: el seu oncle Aureli també va ser un futbolista que va jugar de davanter i després va ser entrenador, mentre que el seu cosí Sergi és migcampista; tots dos eren també joves formats al planter del Barça.